# سان أوستريبيرث (باد كاليه)
سان أوستريبيرث، باد كاليه (بالفرنسية: Sainte-Austreberthe, Pas-de-Calais)‏ هي بلدية تقع في إقليم باد كاليه من منطقة نور با دو كاليه في شمال فرنسا. تبلغ مساحة هذه المدينة 3.71 (كم²)، وترتفع عن سطح البحر 42 م، يبلغ عدد سكانها 407 نسمة حسب إحصاء المعهد الوطني للإحصاء والدراسات الاقتصادية سنة 2009 م. وترأس Michel Duquennoy البلدية خلال فترة (2008-2014).